# 大虔晃
大虔晃（？—871年），是渤海国第十二代君主，大氏，在位期間857年至871年，大仁秀之孙，大新德之子，大彝震的弟弟。

## 生平
咸和十一年（841年）在渤海国担任中臺親公、大內相、兼殿中、安豐縣開國公，咸和二十七年（唐大中十一年，857年），大彝震死，大虔晃嗣位，权知国务，派遣使者告哀于唐。翌年二月，受唐封银青光禄大夫、检校秘书监、忽汗州都督、渤海国王。冬，派遣政堂省左允乌孝慎等一百余人出使日本，将唐朝最新历法《长庆宣明历》传入日本。860年冬，遣李居正等一百余人于日本。871年大虔晃去世，其孙大玄錫即位。

## 家族列表

### 父母及兄弟
- 父亲大新德
- 兄 大彝震

### 子女

#### 子
- 孙 大玄錫

## 《桓檀古记》
《桓檀古记》称大虔晃被尊为順宗安皇帝。